# Kim Yong-il (diplomate)
Pour l’article homonyme, voir Kim Yong-il.
Dans ce nom coréen, le nom de famille, Kim, précède le nom personnel.
Ne pas confondre avec Kim Jong-il, ancien leader nord-coréen et avec Kim Jong-il, un athlète sud-coréen.
Kim Yong-il (en coréen : 김영일), né le 17 mars 1947 et mort le 1er octobre 2023, est un diplomate nord-coréen, vice-ministre des Affaires étrangères.
Il représente la république populaire démocratique de Corée lors des négociations à six parties sur les armes nucléaires en Corée du Nord.
Son déplacement à Rangoun, en avril 2007, est marqué par la signature d'un accord en vue du rétablissement des liens diplomatiques entre la république populaire démocratique de Corée et la Birmanie, après une rupture de vingt-quatre ans.
Lors d'une visite à Téhéran, le 10 mai 2007, il rencontre le ministre iranien des Affaires étrangères Manoutchehr Mottaki. Un accord est signé entre les deux pays, en vue d'un renforcement de leurs liens bilatéraux dans les domaines politique, économique et culturel.